# Свистун Роман Васильович
Роман Васильович Свистун (нар. 14 червня 1966, м. Скалат, Тернопільської області, Україна) — український вчений у галузі медицини, педагог, громадсько-політичний діяч. Кандидат медичних наук (1998), доцент (2004), декан факультету післядипломної освіти Тернопільського національного медичного університету імені І. Я. Горбачевського. Депутат Тернопільської обласної ради 7-го скликання (2015-2020).

## Життєпис
1972 – 1981 р. навчався в Кривенській восьмирічній школі.
1981 – 1983 р. навчався в Скалатській середній школі імені Андрія Малишка.
1983 – 1989 р. навчався в Тернопільському державному медичному інституті.
Після закінчення вузу працював лікарем—хірургом Червоноармійської ЦРЛ Житомирської області. 
В 1993 році вступив у клінічну ординатуру кафедри хірургії післядипломної освіти, а в 1995 — в аспірантуру з хірургії.
З 1998 року працює у Тернопільському медичному університеті: асистент, доцент кафедри хірургії факультету післядипломної освіти (з 2004 р.).
2014—2020 рр. — директор навчально—наукового інституту післядипломної освіти Тернопільського національного медичного університету імені І.Я. Горбачевського МОЗ України, з 2020 р. — декан факультету післядипломної освіти ТНМУ.
Хірург вищої кваліфікаційної категорії.
Депутат Тернопільської обласної ради 7-го скликання (2015-2020). 

## Доробок
У 1998 році захистив кандидатську дисертацію на тему «Оптимізація хірургічних методів лікування виразкових пілоро-дуоденальних стенозів». 
Автор понад 100 друкованих робіт, 9 патентів на винахід, 1 монографії. 

## Нагороди
- Почесна Грамота Тернопільської обласної ради (2016)[2][12]
- Грамота Верховної Ради України (2021)[13]